# Corrupción en Birmania
La corrupción en Birmania es un problema extremadamente grave. Debido a las fallas en la regulación y aplicación de la ley, la corrupción prospera en todos los sectores del gobierno y las empresas. Muchos empresarios extranjeros consideran que la corrupción es un grave obstáculo para la inversión y el comercio en Birmania Una encuesta realizada en mayo de 2014 llegó a la conclusión de que la corrupción es el mayor obstáculo para las empresas de Myanmar.
El Índice de Percepción de la Corrupción 2017 de Transparency International sitúa al país en el puesto 130 entre 180 países.
En la Encuesta de Empresas de Myanmar de 2014, la corrupción fue el obstáculo más frecuentemente identificado para las empresas, especialmente con respecto a la obtención de registros de empresas, licencias de empresas y permisos de las autoridades gubernamentales.
Es común en Myanmar cobrar pagos ilícitos por servicios gubernamentales, para sobornar a los recaudadores de impuestos para asegurar un pago de impuestos más bajo, y para sobornar a los funcionarios de aduanas para evitar el pago de derechos de aduana.

## Antecedentes

### Revolución azafrán
En 2007, el entonces gobierno birmano revocó varios subsidios para varias industrias de combustibles, lo que provocó que los precios se dispararan en todo el país. Esto provocó protestas generalizadas debido a la insatisfacción del público con el gobierno militar. Se observó que el ciudadano medio estaba descontento con los inmensos niveles de cleptocracia en la nación, permitiendo a los miembros de la dictadura militar vivir en un "estado dentro de un estado" con una riqueza acumulada muy superior a la del pueblo. El gobierno reaccionó duramente a las protestas con violencia y detenciones arbitrarias. Mientras que el número oficial de muertos ascendía a trece, se supone que el número real superaba con creces esta cifra. El gobierno incluso había tomado medidas para censurar acceso a Internet dentro del país, aunque sin éxito.

Aunque las manifestaciones fueron dispersadas y reprimidas por la junta militar, el público votaría más tarde a un nuevo gobierno y le arrebataría el poder a Than Shwe en 2011. No obstante, elementos del gobierno militar conservaron el poder.

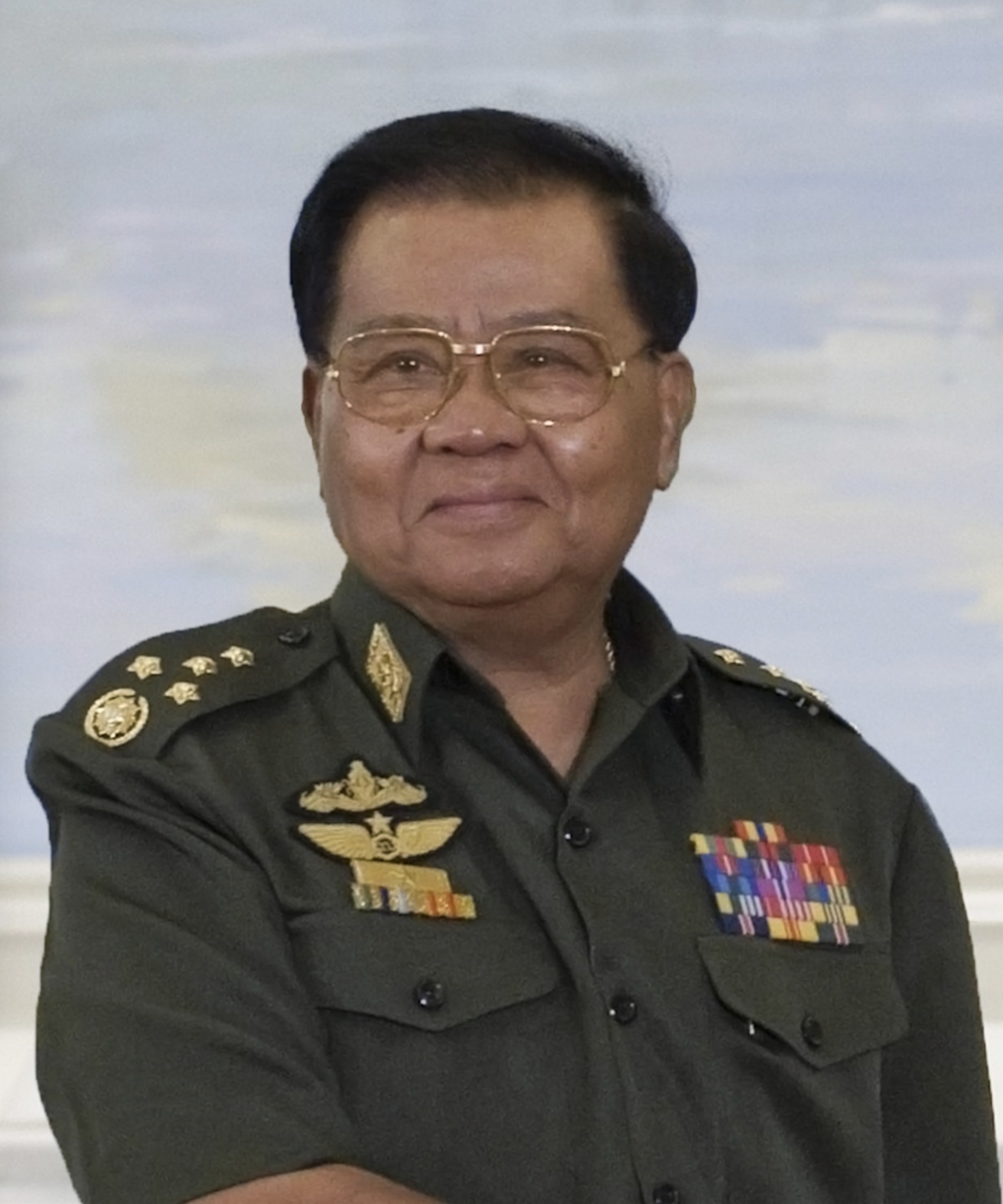
Antiguo Jefe de Estado birmano Than Shwe

Myanmar pasó cinco décadas bajo gobierno militar. Este período  terminó en 2011, cuando un gobierno semi-civil tomó el poder y trató de regenerar la economía y atraer la inversión extranjera. Entre sus objetivos estaba la reducción de la corrupción endémica. Sin embargo, a partir de mayo de 2014, se consideró que esas reformas habían tenido un efecto mínimo en la corrupción.
Se dice que cada uno de los principales funcionarios del Consejo de Estado para la Paz y el Desarrollo del antiguo régimen militar ha cometido "miles de delitos relacionados con la corrupción". La mayoría de los funcionarios de alto nivel de la función pública estaban relacionados con funcionarios militares.
Desde el fin del régimen militar, Myanmar ha estado implementando reformas económicas y desarrollando un mercado libre, pero según una fuente "su naciente economía de mercado sigue estando sujeta a innumerables regulaciones", que hacen posible una corrupción desenfrenada que "obstaculiza el funcionamiento del mecanismo de precios, sobre el que se basa el buen funcionamiento de la economía de mercado".En mayo de 2015, Kim Ninh, de la Fundación Asia, dijo que a pesar de los esfuerzos por reducir la corrupción tras el régimen militar, el entorno empresarial del país seguía siendo esencialmente el mismo, con pocas empresas nuevas que surgieran desde 2011.
Un artículo de octubre de 2015 en Wired declaró que a pesar de los intentos de Estados Unidos y otros países occidentales de promover la transparencia, la mayor parte de la economía de Myanmar sigue en control de una élite corrupta. Durante el proceso de privatización, según un informe del U4 Centro de Recursos Anticorrupción actualizado en octubre de 2014, "se vendieron numerosos bienes del Estado a los militares, miembros de la familia y asociados de altos funcionarios del gobierno a precios de venta por incendio.".
Según varios informes, además, los militares influyeron en los resultados de las elecciones de 2010 y 2012 por medio de fraude, restricciones a la participación política y prohibición de la vigilancia internacional.

## Factores
Algunas de las razones de los altos niveles de corrupción en Myanmar son las múltiples tasas de cambio, que permiten a los funcionarios exigir sobornos por ofrecer tarifas favorables; las bajas tasas de remuneración de los funcionarios públicos; y una tradición de nepotismo. «Dado que no existen procesos competitivos de selección para entrar en el sector público», señala un informe, «las conexiones personales y el soborno son quizás más importantes que las calificaciones». Por ejemplo, es una práctica común seleccionar ministros y funcionarios de alto nivel de las filas militares en lugar de basarse en la experiencia.
Se ha observado que después de 2011 Birmania tiene una economía informal en expansión, y que dichas economías son notoriamente vulnerables a la corrupción.

## Tipos de corrupción

### Corrupción a pequeña escala
La corrupción menor, es decir, la extorsión de pequeños sobornos o «regalos» en relación con los servicios cotidianos, es «endémica de la vida cotidiana de los ciudadanos de Birmania». Es particularmente prevalente cuando los ciudadanos tratan con la burocracia del país y se relacionan con funcionarios públicos de nivel medio y bajo. Es común «en los procesos de solicitud de permisos o documentos, donde los sobornos o la entrega de regalos terminan convirtiéndose en elementos inevitables del proceso, tal vez incluso arraigados culturalmente con lo que el soborno en lugar de ser visto como una entrega de regalos o un gesto amable». Ya que los regalos de hasta 300 000 Kyat (US$300) no son considerados legalmente como corrupción, no existen sanciones para este tipo de actividad, a pesar de que «representa un costo enorme para el gobierno, socava la confianza en las instituciones del Estado y viola el principio de igualdad de trato de los ciudadanos»

### Sector empresarial
«El problema de la corrupción en Birmania es particularmente grave en el área de la actividad empresarial», afirma una fuente. Una empresa que desea obtener un permiso de construcción debe pasar por un proceso de solicitud que incluye (en promedio) 16 procedimientos, una espera de 159 días y un costo de alrededor del 567% del ingreso per cápita. Una empresa que desea obtener electricidad debe someterse a 5 procedimientos, esperar 91 días y gastar más del 3000% del ingreso per cápita.

#### Negocio exterior y la inversión
En la Encuesta de Empresas de Birmania de 2014, la corrupción fue el obstáculo más frecuentemente mencionado para hacer negocios en el país. Myanmar también estaba cerca de la parte inferior de la clasificación de Doing Business 2014 de Ease of Doing Business.
Según la Declaración del Clima de Inversión 2014, «los inversores pueden experimentar corrupción cuando buscan permisos de inversión o cuando alquilan tierras en Myanmar» Las Encuestas de Empresas 2014 informaron que el 38,9% de los empresarios «se espera que den regalos para obtener una licencia de operación», mientras que el 55,9%. Se esperaba que el 8% diera un regalo para obtener una conexión eléctrica y el 30,1% diera un regalo para obtener una conexión de agua. Las personas que solicitan licencias de importación y exportación también es probable que se les cobren tasas ilegales.
Sin previo aviso o revisión externa, el gobierno de Birmania promulga rutinariamente nuevas regulaciones y leyes que afectan a los inversores extranjeros.
Daniel Barrins, del bufete de abogados Herbert Smith Freehills, socio de Asialink con sede en Australia, ha dicho que la corrupción niega a los ciudadanos de Birmania los beneficios de la inversión extranjera. Los problemas con la propiedad de la tierra, los derechos de propiedad intelectual y el imperio de la ley crean dificultades para los potenciales inversores extranjeros, según Barrins.

#### Las tierras
Bajo el gobierno militar que gobernó Myanmar hasta 2011, la tierra fue nacionalizada. Según un informe de octubre de 2015 en el 'Wall Street Journal, la tierra en Myanmar sigue estando en gran medida bajo el control de los militares y sus aliados. Además, las denuncias de desalojos forzosos siguen siendo frecuentes en todo Myanmar.

#### Industrias del jade

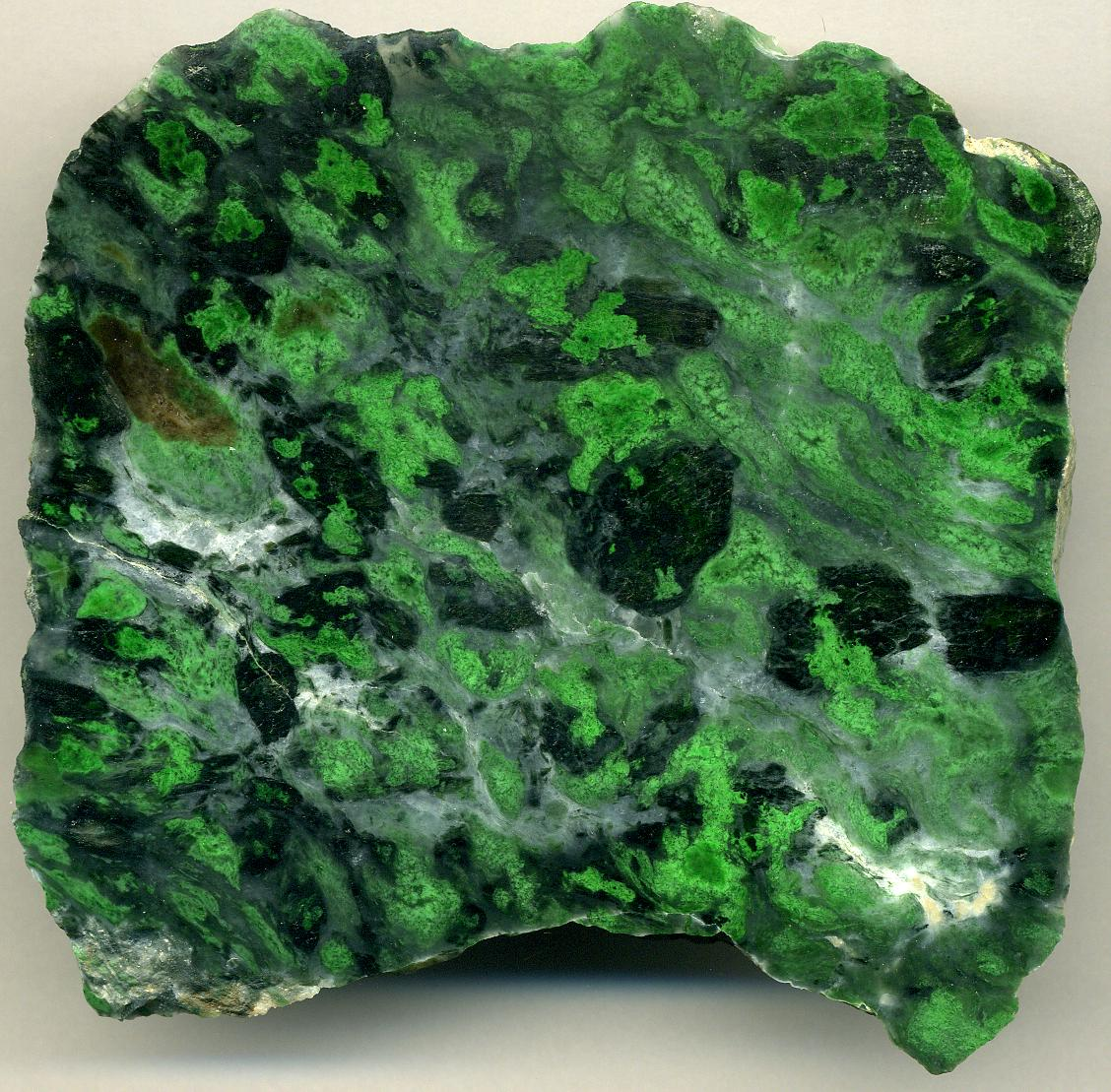
Jade mined in Myanmar

El  comercio del jade representa el 48% del PIB oficial de Myanmar. Un informe de octubre de 2015 de Global Witness señaló que la industria del jade de Birmania es explotada por las élites de la nación, incluidos los líderes militares, los traficantes de drogas, y los líderes empresariales. Este fue el resultado de una investigación de un año de duración titulada «Jade: El gran secreto de Estado de Birmania», que identificó que varios de los principales miembros del gobierno y la economía de la nación habían desviado 31 000 millones de dólares en jade en 2014, una cifra que representa casi la mitad de la economía de Birmania.
Global Witness estimó que las redes ilegales en Birmania habían robado un total de 122 800 millones de dólares en jade durante la década anterior, y afirmó que la industria del jade de Birmania es posiblemente la mayor estafa de recursos naturales en la historia reciente. Además, los casi cien yacimientos de jade activos se encuentran en zonas controladas por entre 10 y 15 empresarios militares, por lo que la gente que vive en esas zonas sigue en la pobreza, mientras que algunos empresarios obtienen grandes beneficios.

#### Petróleo y gas
La ley de Birmania exige que las empresas extranjeras de exploración de petróleo y gas que operan en el país se asocien con empresas nacionales. Estos arreglos han sido criticados por su falta de transparencia y rendición de cuentas.

#### Tala de árboles
En 2006, la  tala ilegal representaba al menos la mitad de la tala en el país. El contrabando de madera a través de la frontera china es una actividad importante.

#### Fiscalidad
Los impuestos se recaudan irregularmente. Más de un tercio de los que respondieron a una encuesta dijeron que se esperaba que hicieran regalos en reuniones con funcionarios de impuestos. Una empresa mediana que hace negocios en Birmania debe hacer 31 pagos de impuestos por año. En promedio, esto requiere 155 horas de trabajo, e implica un pago de impuestos que asciende al 48,9% de los beneficios anuales.

### La corrupción política
La corrupción política existe en los niveles más altos del gobierno, y entra en juego especialmente "cuando se negocian o ejecutan grandes obras de infraestructura u otros'megaproyectos'". Las empresas pagan sobornos "para evitar problemas o retrasos", y a menudo "establecen redes ilícitas de clientelismo que pueden ser explotadas en futuros negocios". A las empresas que establecen estas redes "a menudo se les da un control monopólico sobre los mercados o sectores que ganan mediante «licitaciones», y este control monopólico sofoca la competencia y el crecimiento.
En el Informe de Competitividad Global 2013-2014 del Foro Económico Mundial, los ejecutivos de empresas calificaron la incidencia de la desviación corrupta de fondos públicos hacia empresas, individuos o grupos en 2,3 puntos en una escala de 7 puntos (1 es "muy común" y 7 "nunca ocurre"). Calificaron el favoritismo de los funcionarios públicos hacia las empresas y los individuos bien conectados, como se refleja en las políticas y los contratos, con una puntuación de 2,2 en una escala de 7 puntos (1 que significa "siempre mostrar favoritismo" y 7 "nunca mostrar favoritismo").
Los ministerios gubernamentales a menudo no reportan sus propios gastos en proyectos.

#### Importación, exportación, y los funcionarios de aduanas
Los reglamentos de importación y exportación de Birmania no son transparentes. Según el informe Global Enabling Trade 2014, la corrupción en la frontera y los procedimientos onerosos son algunos de los principales desafíos a la importación de bienes. Los ejecutivos de empresas dieron a la eficiencia y transparencia de la administración fronteriza en Birmania una puntuación de 2,2 en una escala de 7 puntos (1 es "no transparente" y 7 "transparente"). Birmania ocupa el puesto 128 de 138 países a este respecto.
Las empresas deben sobornar a los funcionarios de aduanas para evitar los altos impuestos de importación y exportación. El 53,5% de las empresas encuestadas en 2014 dijeron que esperaban dar "regalos" para obtener licencias de importación.
En promedio, la exportación de un contenedor de mercancías desde Birmania implica 9 documentos, tarda 25 días y cuesta 670 dólares. En promedio, la importación de un contenedor de mercancías a Birmania implica 9 documentos, toma 27 días, y cuesta 660 dólares.

#### Compra de propiedades
Los ejecutivos de empresas califican la protección de los derechos de propiedad y de los activos financieros en 2,5 puntos en una escala de 7 puntos (1 es "muy débil" y 7 "muy fuerte"). El registro de la propiedad implica un promedio de 6 procedimientos, una espera de 113 días y un costo que asciende al 7,2% del valor de la propiedad.

#### La policía y las fuerzas de seguridad
En el Informe de Competitividad Global 2013-14 del Foro Económico Mundial, los ejecutivos de negocios calificaron la confiabilidad de los servicios policiales para hacer cumplir la ley y el orden en una escala de 3.0 en una escala de 7 puntos (1 es "no se puede confiar en absoluto" y 7 es "siempre se puede confiar en").
De la «Fuerzas de Policía de Birmania» "Se dice que a menudo piden a las víctimas de delitos que paguen sumas sustanciales para garantizar que la policía investigue los delitos; además, la policía extorsiona rutinariamente a los civiles", que la policía está involucrada en el tráfico de seres humanos, aceptando sobornos de los capos de la droga, y que ha extorsionado a los empresarios locales. Cuando se impuso el toque de queda tras los disturbios que tuvieron lugar en Mandalay en 2004, la policía extorsionó a las personas que querían romper el toque de queda con sobornos.
Una de las razones de la corrupción policial es que se esperaba que los agentes de policía pagaran durante muchos años por sus propias investigaciones, sin ningún tipo de reembolso o compensación. Esta política no sólo alentaba la corrupción sino que también desalentaba la investigación seria de delitos.
Las fuerzas de seguridad "generalmente actúan con impunidad en Birmania". El Informe de Derechos Humanos de 2013 señalaba que una escolta policial para un convoy de un relator de la ONU "se mantuvo al margen" mientras el convoy era atacado.

#### Cuidado de la salud y de la educación
La baja calidad de las instituciones de Birmania conduce a la corrupción en la atención de la salud en el país y en la educación.

#### ONGs
Es común que las ONG internacionales y nacionales utilicen dinero destinado a ayudar al público a gastarlo en costosas oficinas, residencias u otros gastos inapropiados.

#### Poder juducial
El poder judicial es corrupto y está sujeto a la influencia del gobierno y del ejército. Los funcionarios judiciales de Myanmar aceptan sobornos por diversos servicios, como el acceso a los detenidos y la emisión de un veredicto favorable. La corrupción judicial "representa un gran desafío para los empresarios que desean hacer negocios en Birmania". En las disputas con empresas extranjeras, las empresas locales pueden utilizar sobornos para obtener sentencias favorables. En el Informe sobre la Competitividad Mundial 2013-14 del Foro Económico Mundial, los ejecutivos de empresas califican la independencia del poder judicial en 2,8 puntos en una escala de 7 puntos (1 de los cuales está siendo "muy influenciado" y 7 son "totalmente independientes"). judc.
Las decisiones judiciales sobre terrenos y edificios a menudo se ven afectadas por la influencia del gobierno, las relaciones personales y el soborno. Puede llevar años hacer cumplir un contrato en los tribunales de Birmania.

#### Grupos de presión
Hay muchos grupos de presión en Birmania, pero no están regulados, y "recurren regularmente a sobornos y concesiones para obtener favores", lo cual es "instigado por la falta de transparencia y rendición de cuentas en Birmania"

#### Drogas
Birmania es uno de los cuatro países más grandes del mundo  productores de opio y heroína. El gobierno ha ampliado sus esfuerzos antinarcóticos, pero es "reacio a investigar, arrestar y procesar a los traficantes internacionales de alto nivel", según la CIA.

## Esfuerzos anticorrupción
Mientras Birmania seguía bajo control militar, su  Banco Central aplicó controles de conformidad con las directrices del FMI sobre la lucha contra el blanqueo de capitales y la financiación del terrorismo (ALD/CFT). Como resultado, Birmania se ha convertido en el país más de la región más afectado por la crisis financiera mundial. Como resultado, Birmania fue eliminada de la lista de "Países y Territorios no cooperativos" del Grupo de Acción Financiera Internacional en octubre de 2006.
El Presidente Thein Sein ha introducido una serie de políticas destinadas a reducir la corrupción en las empresas. Un tema clave de su discurso inaugural del 30 de marzo de 2011 fue la lucha contra la corrupción en el gobierno. Dijo que la democracia [será] promovida solo de la mano de la buena gobernanza. Por eso, nuestro gobierno responsable de la transición democrática de Myanmar se esforzará por crear una buena maquinaria administrativa.... Lucharemos contra la corrupción en cooperación con el pueblo, ya que daña la imagen no solo de los delincuentes, sino también de la nación y el pueblo.
Thein Sein ha hecho "esfuerzos significativos para minimizar la corrupción en las industrias extractivas" con la esperanza de atraer inversión extranjera.
En agosto de 2012, se aprobó un proyecto de ley contra el soborno. En agosto de 2013, se aprobó una Ley Anticorrupción.
En abril de 2013, varios altos funcionarios del gobierno acusados de corrupción se vieron obligados a jubilarse o a abandonar los departamentos que trabajaban en inversiones.
El Myanmar Centre for Responsible Business (MCRB) fue fundado en 2013. Su objetivo es «promover prácticas empresariales más responsables en Myanmar». Una iniciativa del MCRB llamada Transparencia en la Empresa de Myanmar (TiME) "publica información sobre anticorrupción, transparencia organizacional y preocupación por los derechos humanos, la salud y el medio ambiente entre las empresas más grandes de Myanmar. Utilizando los criterios establecidos por Transparency International, el proyecto ha producido clasificaciones de empresas de acuerdo con los criterios anteriores mediante el análisis de la información que publican en línea."
Las leyes anticorrupción "fueron enmendadas nuevamente en 2014 para permitir que el Parlamento estableciera un comité para investigar las acusaciones de corrupción entre los funcionarios del gobierno" La Comisión Anticorrupción fue establecida en febrero de 2014. Se centra principalmente en el soborno, que puede ser castigado con multas y hasta quince años de prisión. En diciembre de 2014, había recibido casi 600 quejas por escrito, pero solo había dirigido tres, diciendo que no podía actuar sin pruebas documentadas. El diputado U Ye Tun declaró que la comisión no tenía autoridad para tomar medidas eficaces. Un experto en gobernanza y lucha contra la corrupción declaró en diciembre de 2014 que es improbable que la comisión se dirija al gobierno o a sus ministerios, que es donde se produce la mayor parte de la corrupción en Myanmar.
En un informe de febrero de 2014 se decía que las Fuerzas de Policía de Myanmar (MPF) ha mejorado su capacidad para identificar y reconocer la corrupción. En 2013, el MPF arrestó a dos oficiales de policía de alto rango por participar en el contrabando de drogas.
En julio de 2014, Myanmar se convirtió en un país candidato a la Iniciativa para la Transparencia de las Industrias Extractivas (EITI). Myanmar se comprometió a aumentar la transparencia en sus industrias extractivas, especialmente en la industria maderera.

La Ley de Erradicación del Blanqueo de Capitales (2015) prevé la recuperación de fondos vinculados a actividades ilícitas o delictivas. Las Normas contra el «lavado de dinero», el establecimiento de una unidad especial de policía para delitos financieros y la aprobación de las «Normas de Lucha contra la Financiación del Terrorismo» también contribuyen a la lucha contra la corrupción. La Ley de instituciones financieras de Birmania y la Ley de gestión de divisas tipifican como delito el fraude y otros delitos cometidos en instituciones financieras. La Ley de la Competencia de Birmania permite el enjuiciamiento de las actividades comerciales contrarias a la competencia. Sin embargo, el enjuiciamiento en virtud de estas leyes es relativamente poco frecuente, debido en gran medida a la falta de recursos gubernamentales.
En octubre de 2015, Aung San Suu Kyi, la Premio Nobel de la Paz ganadora y líder de la oposición, dijo en un discurso que había acudido a Singapur para que la asesoraran sobre la lucha contra la corrupción en su propio país, debido a los increíbles  bajos niveles de corrupción de Singapur.
En Birmania, Coca-Cola adoptó una política de tolerancia cero a la corrupción en sus instalaciones y rutas de transporte. Todos los conductores de los camiones de Coca-Cola llevan una tarjeta anticorrupción en la que se les prohíbe sobornar a las autoridades de tráfico y se les exige que informen a sus supervisores de cualquier solicitud de soborno. Este procedimiento encontró inicialmente resistencia, pero con el tiempo ha sido respetado por la policía.
Telenor ha declarado que se opone firmemente a la corrupción y que exige a todas las partes en Birmania que trabajan con Telenor Birmania "que se adhieran a los Principios de Conducta de los Proveedores de Telenor"